# Pseudomiza conistica
Pseudomiza conistica är en fjärilsart som beskrevs av Eugen Wehrli 1940. Pseudomiza conistica ingår i släktet Pseudomiza och familjen mätare. Inga underarter finns listade.